# Nébouzat
Nébouzat é uma comuna francesa na região administrativa de Auvérnia-Ródano-Alpes, no departamento Puy-de-Dôme. Estende-se por uma área de 21,93 km². Em 2010 a comuna tinha 863 habitantes (densidade: 39,4 hab./km²).